# Кряковка
Кряковка (укр. Кряківка) — село, относится к Новоайдарскому району Луганской области Украины. До 7 октября 2014 года относилось к Славяносербскому району Луганской области. 6 марта 2022 года было занято ВС РФ и НМ ЛНР.
Население по переписи 2001 года составляло 470 человек. Почтовый индекс — 93712. Телефонный код — 6473. Занимает площадь 0,38 км². Код КОАТУУ — 4424584402.

## Местный совет
93710, Луганская область, Новоайдарский район, пгт. Трёхизбенка, ул. Булавіна, 3